# Жарки (Челябинская область)
Жарки — деревня в Красноармейском районе Челябинской области России. Входит в состав Берёзовского сельского поселения.

## География
Деревня находится на северо-востоке Челябинской области, в лесостепной зоне, на юго-западном берегу озера Чёрное, на расстоянии 22 км (по прямой) к югу от села Миасское, административного центра района. Абсолютная высота — 185 м над уровнем моря.

## Население
| 2002 | 2010 |
| ---- | ---- |
| 12   | ↘3   |

### Гендерный состав
По данным Всероссийской переписи населения 2010 года, в гендерной структуре населения мужчины составляли 33,3 %, женщины — 66,7 %.

### Национальный состав
Согласно результатам переписи 2002 года, в национальной структуре населения русские составляли 100 %.

## Улицы
Уличная сеть деревни состоит из одной улицы (Мира).